# داني أوكوين جونيور
داني أوكوين جونيور (بالإنجليزية: Danny O'Quinn)‏ هو سائق سباق أمريكي، ولد في 7 مايو 1985 في كوبورن في الولايات المتحدة.

## وصلات خارجية
- الموقع الرسمي
- داني أوكوين جونيور على موقع Racing-Reference.info (الإنجليزية)